# Cathédrale Sainte-Catherine-de-Sienne d'Allentown
La cathédrale Sainte-Catherine-de-Sienne (en anglais : Cathedral Church of St. Catharine of Siena) est le siège du diocèse d'Allentown. Cette cathédrale catholique est sise 1825 Turner Street, à Allentown (Pennsylvanie), aux États-Unis. Elle est dédiée à sainte Catherine de Sienne.

## Histoire et description

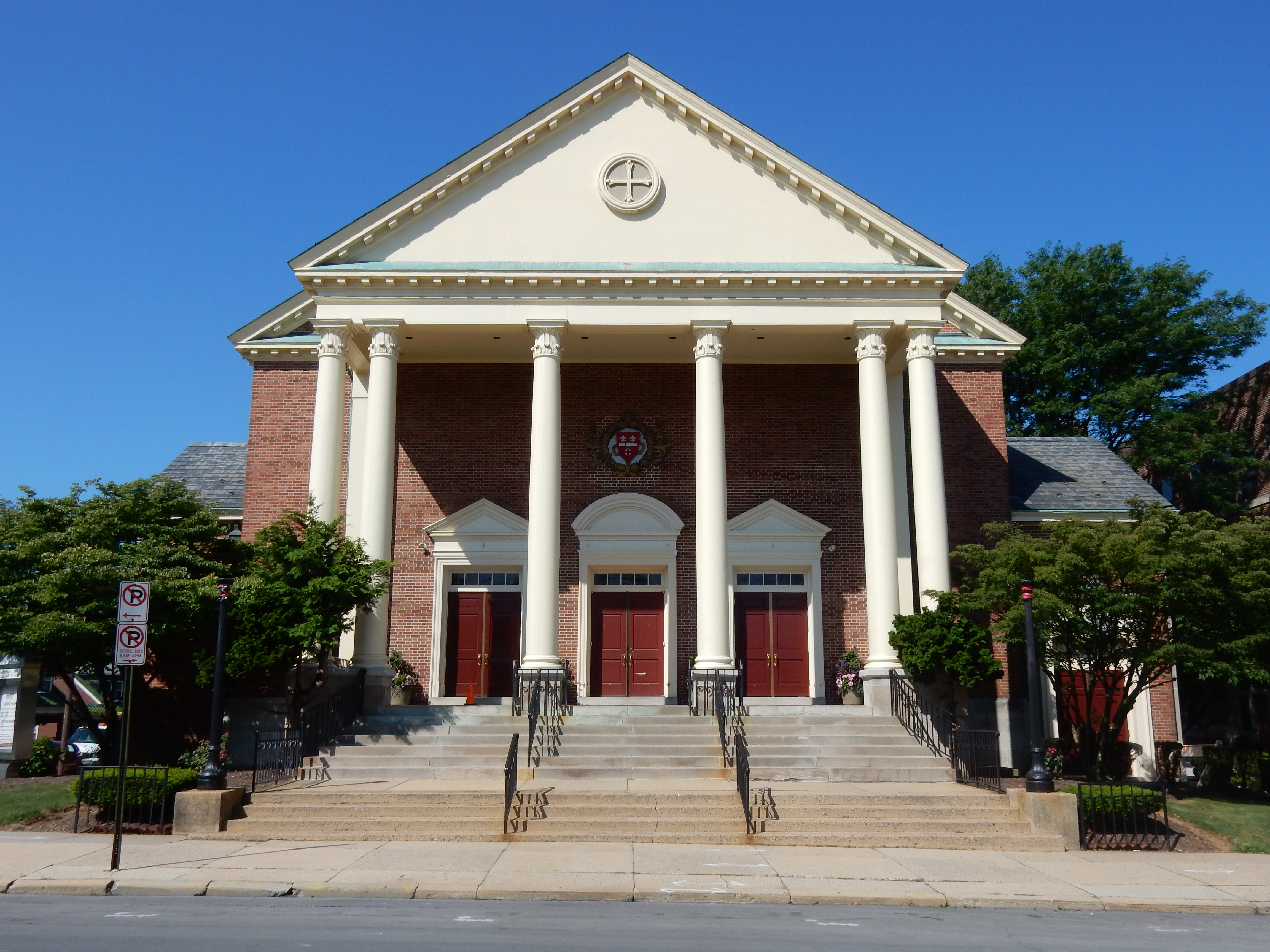
Fronton de la cathédrale.

La paroisse Sainte-Catherine-de-Sienne est fondée le 8 octobre 1919, quand le cardinal Dougherty, archevêque de Philadelphie, nomme l'abbé John C. Phelan curé d'une nouvelle église située aux confins occidentaux de la ville d'Allentown.
Vers 1952, le campus de la paroisse connaît une forte croissance, avec une école et un couvent supplémentaires, ce qui nécessite la construction d'une nouvelle église pour remplacer l'ancienne. Le 9 juin 1952, Mgr Leo Fink pose la fondation avec Mgr Joseph M. McShea, évêque auxiliaire de Philadelphie, qui bénit la première pierre le 26 avril 1953. Les plans de l'édifice sont dessinés dans le style colonial américain. Les murs extérieurs sont de briques avec des bordures de pierre calcaire de Salem. Une haute flèche s'élève à la croisée du transept coiffée d'une croix. Les fenêtres sont vitrées de verre antique colonial. La façade est ornée d'un fronton à la grecque au portique hexastyle.
En 1961, le diocèse d'Allentown est détaché de l'archidiocèse de Philadelphie. C'est l'église Sainte-Catherine-de-Sienne qui est choisie comme cathédrale.
Mgr Joseph McShea est installé comme premier évêque d'Allentown le 1er avril 1961 dans sa nouvelle cathédrale.

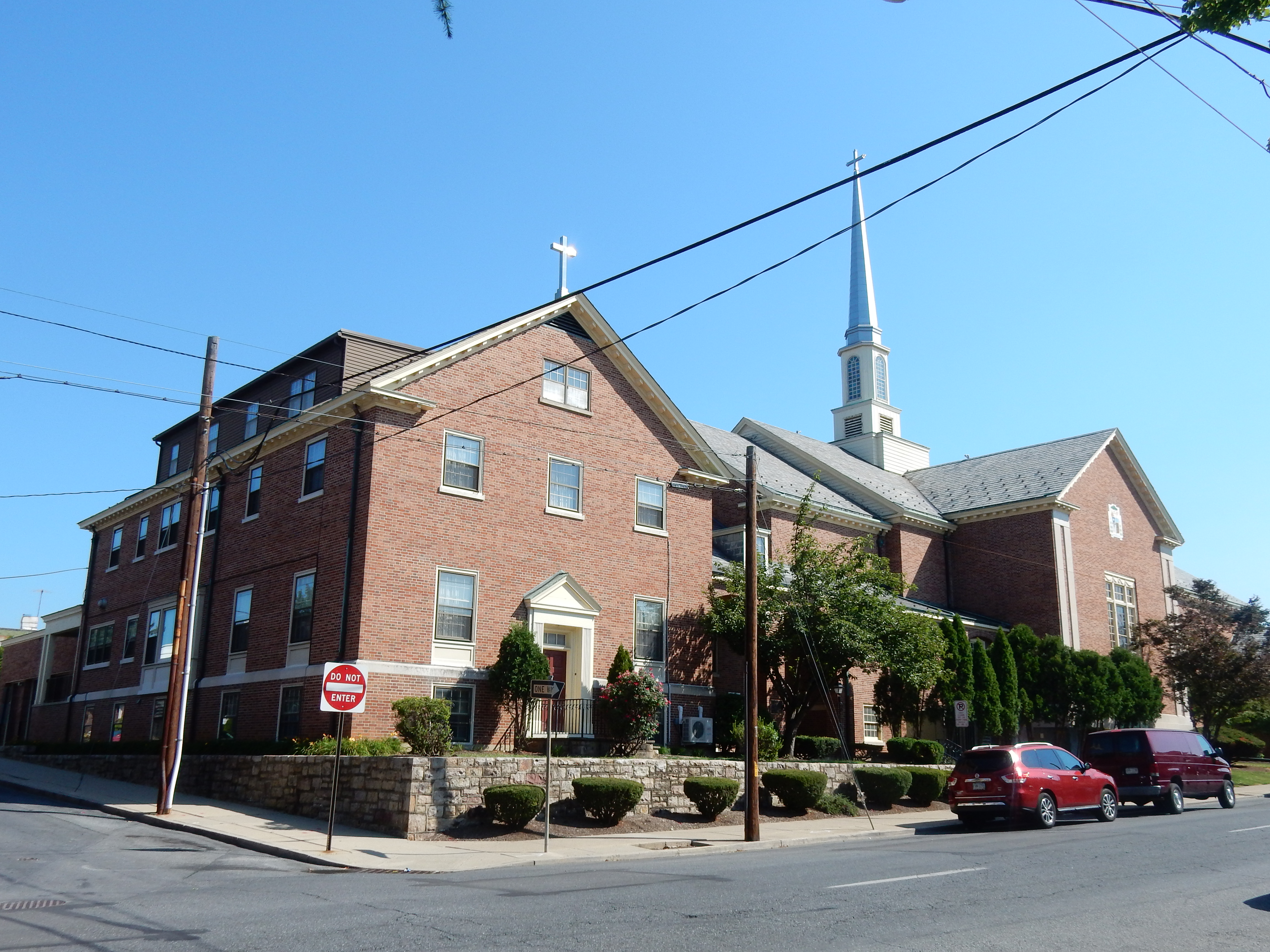
Maison paroissiale et presbytère.
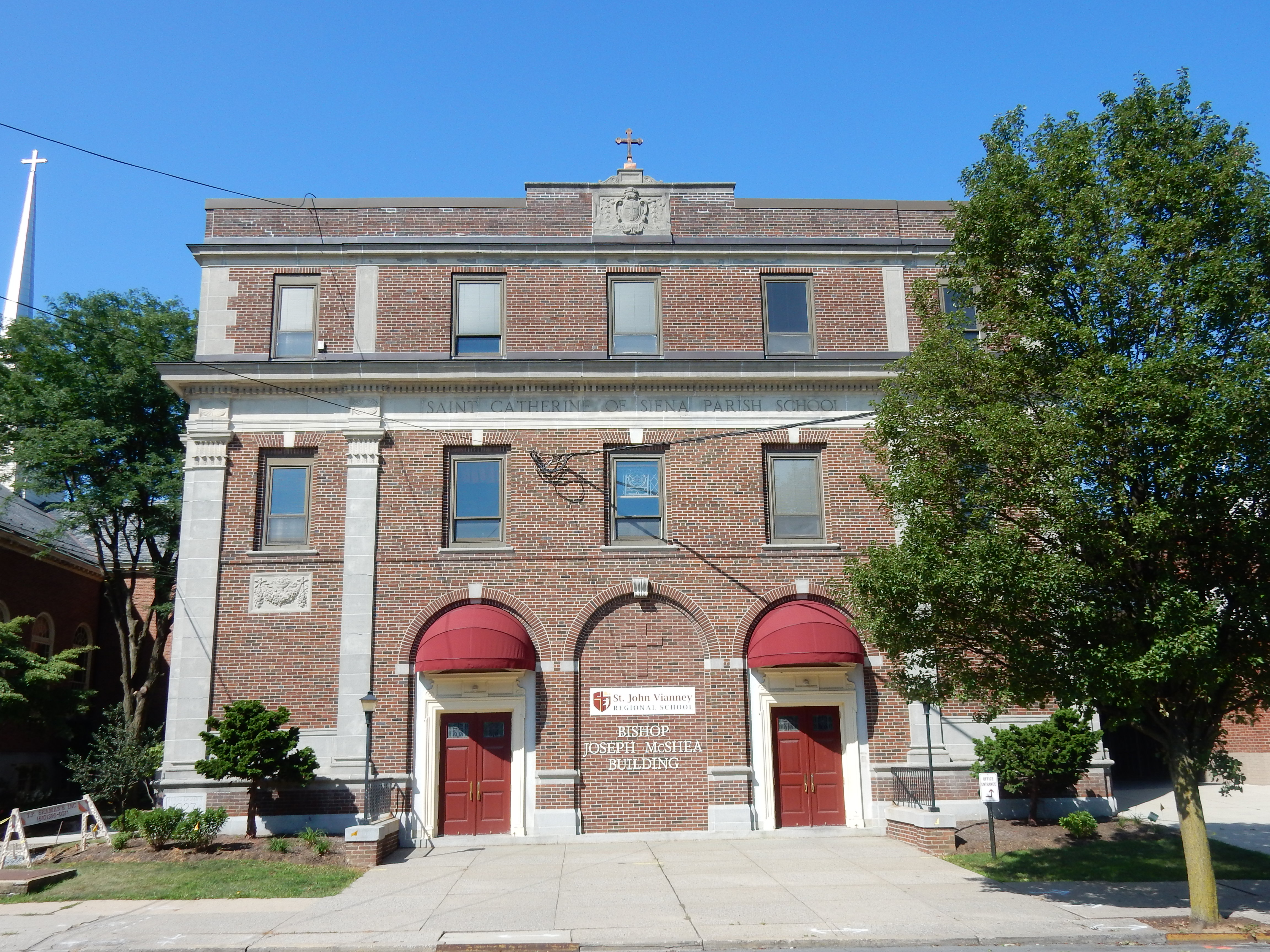
École paroissiale Sainte-Catherine-de-Sienne, et maison de l'évêque.